# Lubatówka
Lubatówka is een plaats in het Poolse district  Krośnieński (Subkarpaten), woiwodschap Subkarpaten. De plaats maakt deel uit van de gemeente Iwonicz-Zdrój en telt 1100 inwoners.